# Nicolas Chopin

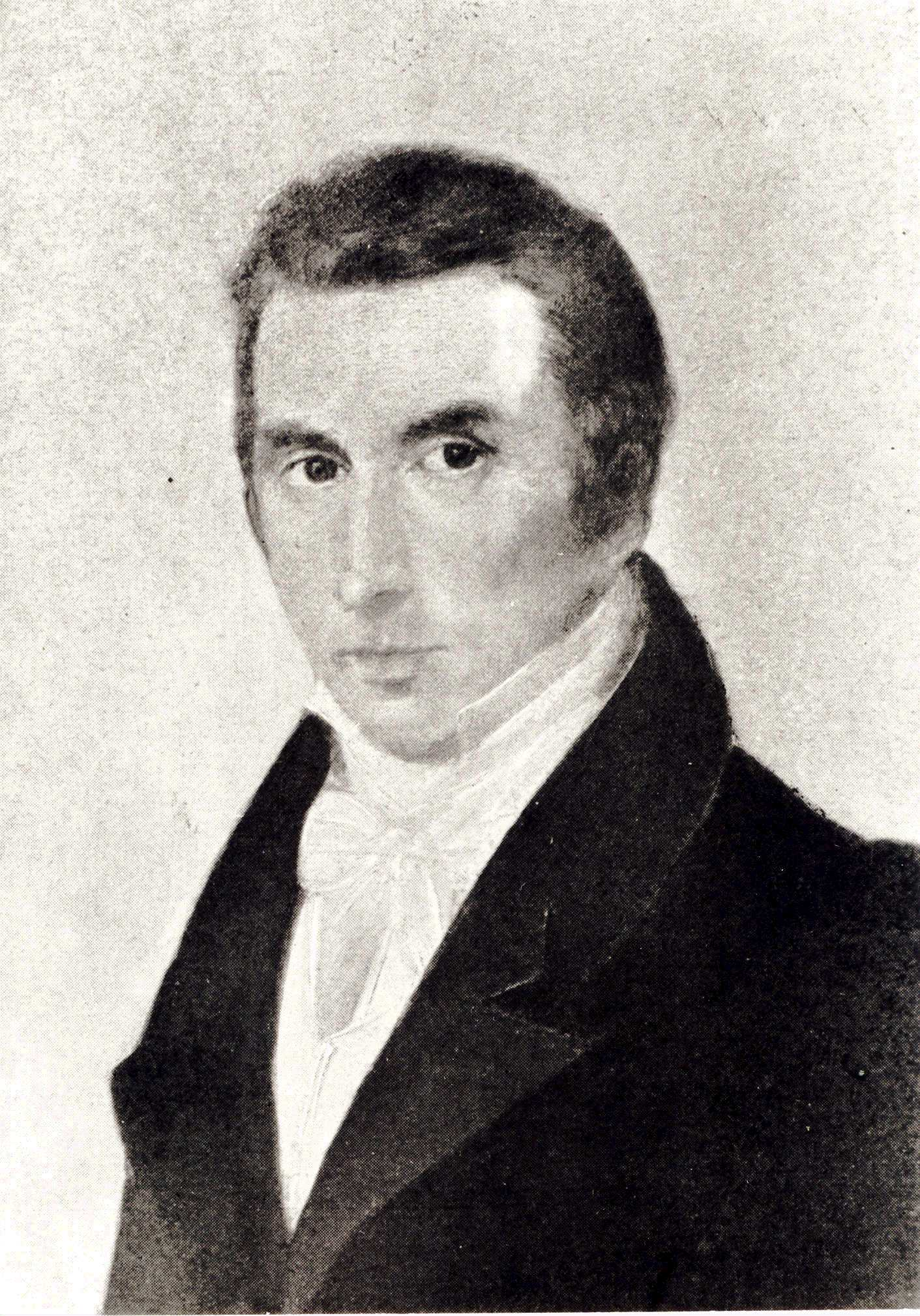
Nicolas Chopin (1829)

Nicolas Chopin (polnisch Mikołaj Chopin; * 15. April 1771 in Marainville, Lothringen; † 3. Mai 1844 in Warschau) war ein französisch-polnischer Sprachlehrer in Polen und der Vater des Komponisten Frédéric Chopin.

## Auswanderung und Heirat

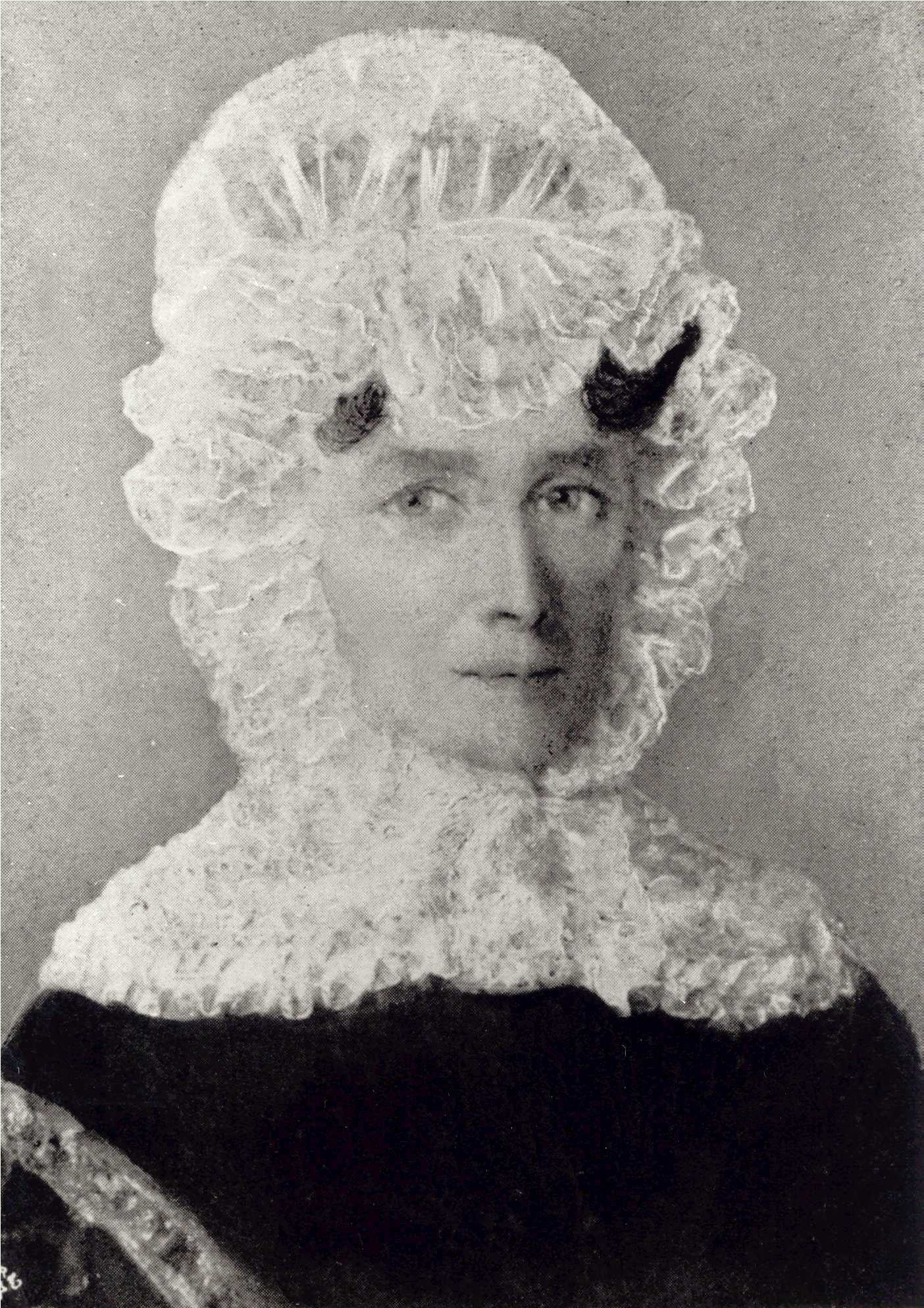
Justyna Chopin geb. Krzyżanowska (1829)

Nicolas Chopins Eltern waren der Stellmacher François Chopin (1737–1814) und dessen Frau Marguerite geb. Deflin. Nicolas war auf einem Weingut beschäftigt. Während der Zeit, als sein Vater Bürgermeister (syndic) von Marainville war, machte er Bekanntschaften mit einigen Polen, darunter auch der Gutsverwalter namens Adam Weydlich. Nachdem Michał Jan Pac (seit 1780 Eigentümer des Weinguts) gestorben war, wanderte Nicolas Chopin mit der Familie Weydlich Ende 1787 (vor dem Vierjährigen Sejm) nach Polen aus. 
Er verdingte sich zunächst als Bürokraft und Hilfsarbeiter. Schließlich nahm er die polnische Staatsbürgerschaft an und kämpfte im Russisch-Polnischen Krieg und im Kościuszko-Aufstand auf polnischer Seite. Nach dem Untergang des Königreiches Polen durch die Dritte Teilung 1795 verdiente er seinen Unterhalt als Hauslehrer für Französisch beim polnischen Adel (Szlachta). 
Bei der Łączyńska-Familie unterrichtete er von 1795 bis 1802 die junge, noch unverheiratete Maria Walewska. Anschließend war von 1802 bis 1810 die Gräfin Ludwika Fenger-Skarbkowa (1765–1827) seine Arbeitgeberin. Chopin unterrichtete ihre Tochter Anna Skarbkowna (1793–1873) und ihren Sohn Fryderyk Skarbek (1792–1866), der später der Taufpate seines Sohnes Frédéric werden sollte. Fryderyk Skarbeks Sohn Józef (ca. 1818–1900) heiratete später Frédéric Chopins (angebliche) Verlobte Maria Wodzińska.
In diesem Umfeld traf Nicolas Chopin auf Justyna Krzyżanowska, eine Verwandte der Gräfin Skarbkowa aus verarmtem Adel, die im selben Haushalt lebte. Als er Justyna am 28. Juni 1806 heiratete, begrüßte ihre Familie die Verbindung. Aus der Ehe gingen vier Kinder hervor:
- Ludwika Chopin-Jędrzejewicz (1807–1855)
- Fryderyk/Frédéric (1810–1849)
- Isabella Chopin-Barcinska (1811–1881)
- Emilia (1812–1827)

## Warschau

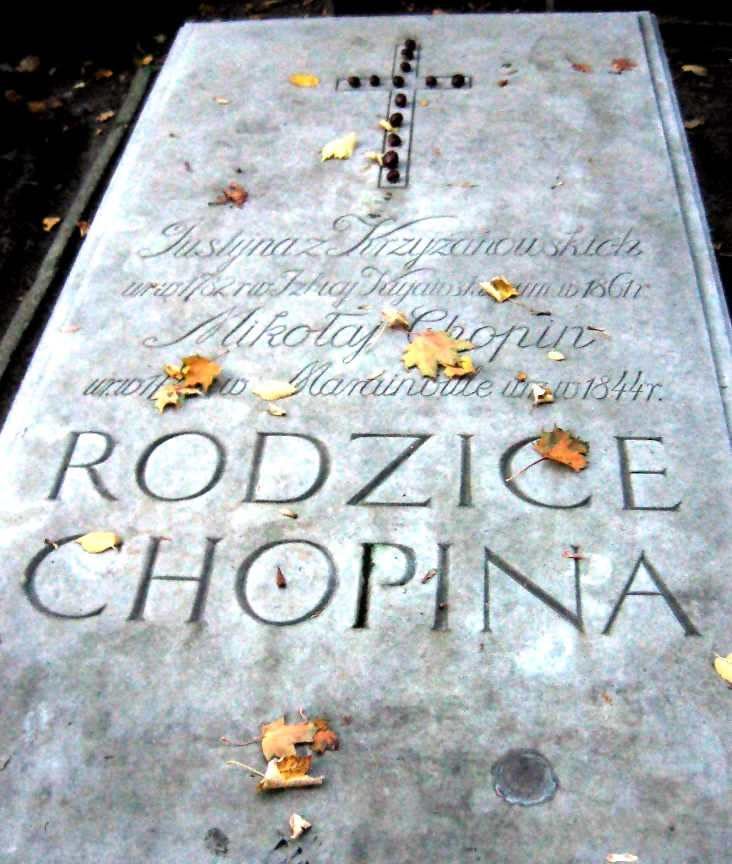
Grab von Nicolas und Justyna Chopin in Warschau

Gräfin Ludwika Skarbkowa war mit Samuel Linde befreundet, dem Rektor des Liceum Warszawskie. Sie verhalf Nicolas Chopin über Samuel Linde dort zu einer Stelle als Französischlehrer. Die Schule war 1804 in Südpreußen als Königlich-Preußisches Lyzäum zu Warschau im Sächsischen Palais gegründet worden und 1807 zum Herzogtum Warschau gekommen. Ab 1810 zunächst als Collaborator und ab 1814 als Gymnasialprofessor, blieb Nicolas Chopin dort bis zur Schließung der Schule im Jahre 1833. Einige Monate nach Frédérics Geburt zogen die Chopins nach Warschau. Im Schulgebäude nahmen sie einige Untermieter auf; darunter war Julian Fontana, der sich mit dem heranwachsenden Frédéric befreundete. Für ihn war er bis zu seiner Emigration nach Amerika (1841) als Kopist, Arrangeur, Sekretär und Impresario tätig. Wie die Universität Warschau wurde das Liceum nach dem Novemberaufstand von Zar Nikolaus I. geschlossen. Im Kongresspolen wurde Nicolas Chopin 1815 Lehrer am Katholischen Seminar. Dort wurde er 1837 pensioniert.
Ab 1812 war Chopin gleichzeitig Professor für Französisch an der Szkoła Elementarna Artylerii i Inżynierów, einer Artillerie- und Ingenieurschule. An der Militärschule Szkoła Aplikacyjna Wojskowa war er von 1820 bis zu ihrer Schließung nach dem Novemberaufstand tätig. Als das Bildungssystem reorganisiert wurde, sollte er 1833 am geplanten Pädagogischen Institut angestellt werden. Bei halbierten Bezügen am Liceum prüfte er angehende Lehrer und Werke für den Französischunterricht an staatlichen Schulen. Als sich die Institutspläne zerschlugen, ging Nicolas Chopin 1837 in den Ruhestand. Für die Römisch-katholische Kirche in Polen war er im selben Jahr kurzzeitig Lehrer an der Akademia Duchowna. Für das staatliche Prüfungskomitee blieb er bis 1841 tätig.
Wie vor ihm seine jüngste Tochter und nach ihm sein Sohn, starb Nicolas Chopin Anfang Mai 1844 mit 73 Jahren an Tuberkulose. Seine Frau überlebte ihn um 17 Jahre. In einem gemeinsamen Grab ruht er mit ihr auf dem Powązki-Friedhof in Warschau.